# Tomaževa hiša
Tomaževa hiša je bila zadnja v prvotni obliki ohranjena hiša, ki je izhajala iz prvega obdobja poselitve osrednjega dela Ljubljanskega barja po njegovi izsušitvi leta 1830. Hiša je bila zgrajena leta 1844 in je stala v naselju Črna vas, ki spada pod Mestno občino Ljubljana. Hiša je bila 13. aprila 2001 razglašena za kulturni spomenik državnega pomena. Leta 2021 je bil hiši odvzet status spomenika, objekt pa porušen.

## Zgodovinski oris
Ljubljansko barje je bilo na svojih robovih in na utrjenih osamelcih ponekod poseljeno že v pred antičnih časih. Ta naselja imajo izrazito poudarjeno gručasto zazidalno strukturo. Nekoliko kasneje so nastala naselja z obcestno zazidalno strukturo. Poleg tega se je razvil tudi mešani tip naselij. Vendar pa je bilo samo osrčje Ljubljanskega barja dolgo časa zaradi močvirnega območja neposeljeno. Z dekretom o izsušitvi in poselitvi Ljubljanskega barja, ki ga je izdala cesarica Marija Terezija leta 1769, so se pričela izsuševalna dela po načrtih jezuitskega patra Gabriela Gruberja, ki so se končala leta 1829 v času cesarja Franca II. Najkasneje izsušeni del Barja je bil naseljen po letu 1830. Tod je na južnem delu črnovaške ceste nastalo obcestno naselje. Na novo zgrajene lesene hiše so bile majhne in zgrajene iz brun, brez stavbnega okrasja.
Tomaževa hiša je bila zadnji ostanek te tipične gradnje. V zadnjih letih je bila hiša opuščena. Leta 2021 jo je močneje poškodovalo neurje, zato je bila kasneje porušena.

## Opis
Sama hiša je bila del nekdanje domačije manjšega kmeta, ki so jo sestavljajali hiša, kozolec, gartlc in delno ohranjen vodnjak. Tomaževa hiša je bila kmečka barjanska hiša s črno kuhinjo v osrednji veži, ki je delila objekt na lesen bivalni in zidan gospodarski del (hlev, pod in skedenj). Na lesenem portalu je bila vrezana letnica nastanka hiše iz leta 1844.